# اسماعیل داغستانلی
اسماعیل یوسف اوغلو حاجیِف (ترکی آذربایجانی: İsmayıl Yusif oğlu Hacıyev; ۶ ژانویهٔ ۱۹۰۷ – ۱ آوریل ۱۹۸۰) معروف به اسماعیل داغستانلی بازیگر سینما و تئاتر و آموزگار اهل امپراتوری روسیه (جمهوری آذربایجان کنونی) بود.

## جوایز:
وی برندهٔ جوایزی همچون نشان لنین، مدال دفاع از قفقاز، جایزه هنرمند مردمی اتحاد جماهیر شوروی، و نشان پرچم سرخ کار شده‌است.